# Узлы Луны
Узлы Луны (Лунные Узлы) — точки пересечения орбиты Луны с плоскостью эклиптики.
Узел, в котором Луна, пересекая эклиптику, направляется вверх, в сторону Северного полюса Земли, называют Северным Лунным Узлом или Восходящим; другие названия: Голова Дракона, Раху, анабибазон (от др.-греч. ἀναβολή — подъём + βασις — основа).
Противоположный узел, в котором Луна направляется вниз, к Южному полюсу, называют Южным Лунным Узлом или Нисходящим; другие названия: Хвост Дракона, Кету, катабибазон (от др.-греч. καταβολή — спад + βασις — основа).
Из-за прецессии лунной орбиты узлы движутся вдоль эклиптики, совершая полный оборот за 18,612958 лет или 6798,3835 дней (драконический период).
Промежуток времени между двумя последовательными прохождениями Луны через один и тот же (восходящий или нисходящий) узел орбиты называется драконическим месяцем, его продолжительность составляет 27,2122204 сут. Аналогичный промежуток времени для Солнца (прохождение через тот же узел лунной орбиты при движении Солнца по эклиптике) называется драконическим годом и составляет 346,620047 дня.
Солнечные и лунные затмения непосредственно связаны с Лунными Узлами и всегда происходят вблизи одного из Узлов.
Полные солнечные и лунные затмения происходят, когда Луна находится наиболее близко к одному из Узлов своей орбиты. Тень от Луны (в случае Полного солнечного затмения) падает наиболее близко к экватору Земли; или тень от Земли наиболее полно поглощает Луну (в случае лунного затмения). Таким образом, Полное затмение — это показатель насколько ровно Солнце, Земля (по экватору) и Луна выстраиваются в одну линию (насколько ровно это получилось в цикле данного затмения). Частные солнечные и полутеневые лунные затмения означают, что затмение происходит, когда Луна находится на достаточном отдалении (в градусах) от одного из Узлов. И таким образом тень от Луны падает "мимо" Земли или очень близко к одному из полюсов Земли (для солнечного затмения); или тень от Земли почти не поглощает Луну (полутеневое лунное затмение).
Также следует различать понятия Полных и Кольцеобразных солнечных затмений. Затмения в любом случае происходят близи одного из Узлов, однако Полные и Кольцеобразные солнечные затмения различаются степенью отдаленности Луны от Земли в момент затмения и этот факт не зависит от Узлов. Луна, находясь наиболее близко к Земле в момент затмения, создает Полное солнечное затмение; находясь в отдалении от Земли создает Кольцеообразное солнечное затмение (пятно максимальной тени от Луны досточно узкое на Земле или сфокусировано над поверхностью Земли).
Близость Луны к Узлам географически покажет близость тени к экватору Земли в момент затмения (где находится максимальная тень от Луны при солнечном затмении) или степень полноты покрытия Луны тенью от Земли при лунном затмении. В случае неполного покрытия или географического отсутствия точки максимальной тени от Луны на Земле — говорят о Частном затмении и о достаточно большом отдалении в этот момент Луны от одного из Лунных Узлов. Поскольку это затмение — Луна действительно находится рядом с одним из Узлов, но недостаточно. Наиболее близко к одному из Узлов она будет при полном или кольцеообразном затмении, то есть образуя географическую координату точки максимальной тени на поверхности Земли.
Степень полноты затмения на Земле (полное или кольцеообразное) означает физическую близость Луны к Земле в момент затмения и этот факт не зависит от близости Луны к одному из Лунных Узлов. Степень близости Луны к одному из Узлов своей орбиты в момент солнечного затмения будет показывать близость географического расположения максимальной тени от Луны к экватору Земли.